# Trop belle pour toi
Pour plus de détails, voir Fiche technique et Distribution.
Trop belle pour toi est un film français de Bertrand Blier sorti en 1989.
Le film est récompensé par le Grand prix du jury du Festival de Cannes 1989 et remporte cinq récompenses lors de la cérémonie des César du cinéma 1990.

## Synopsis
Bernard Barthélémy, un chef d'entreprise qui dirige un garage BMW, est marié à une très belle femme, Florence. Il tombe pourtant amoureux d'une autre femme, au physique très ordinaire et fagotée comme l'as de pique, Colette, qui vient d'être engagée au garage en tant que secrétaire intérimaire. Cette relation va bouleverser sa vie, sur fond de musique de Schubert.

## Distribution
- Gérard Depardieu : Bernard Barthélémy
- Josiane Balasko : Colette Chevassu
- Carole Bouquet : Florence Barthélémy, la femme de Bernard
- François Cluzet : Pascal, le mari de Colette
- Roland Blanche : Marcello
- Myriam Boyer : Geneviève
- Didier Bénureau : Léonce
- Denise Chalem : Lorène
- Jean-Paul Farré : le pianiste
- Stéphane Auberghen : Paula
- Jean-Louis Cordina : Gaby
- Philippe Loffredo : Tanguy
- Richard Martin : l'homme du tramway
- Juana Marques : la fille
- Flavien Lebarbe : le fils
- Philippe Faure : le mari de Colette
- Sylvie Orcier (non créditée) : Marie-Catherine
- Sylvie Simon (non créditée) : la réceptionniste
- Catherine Gillet (non créditée) : la femme du train

## Musiques additionnelles
Sauf indication contraire ou complémentaire, les informations mentionnées dans cette section proviennent du générique de fin de l'œuvre audiovisuelle présentée ici.
Source additionnelle : IMDb.
- Francis Lai : Where Do I Begin?, Éditions 23, Paris. Thème principal de Love Story.

La bande-originale contient en grande majorité des compositions de Franz Schubert :
- Impromptus (Opus 90 nos 2 et 3), Odette Gartenlaub, édition Ciné Valse, DD Productions, Orly Films, SEDIF Productions
- Sonate pour piano no 20 en la majeur D. 959 : Andantino, Odette Gartenlaub, édition Ciné Valse, DD Productions, Orly Films, SEDIF Productions.
- Trio pour piano et cordes no 2 de Schubert, opus 100 en mi bémol majeur D929 allegro, édition Ciné Valse, D.D. Productions, Orly Films, SEDIF Productions.
- Rosamunde D. 797, « entr'acte no 2 », Kurt Masur, Gewandhausorchester Leipzig, Philips 412 432.2, 12/1983.
- Quatuor à cordes en ré mineur (D. 810 ; no 14) « La jeune fille et la mort », Melos Quartett, G.D. 419 879.2, 1975.
- Wiegenlied, D. 498 (en), Elly Ameling, Dalton Baldwin, Philips 420 870.2, 7/1982.
- Sonate en la mineur, D. 821 « Arpeggione », Mstislav Rostropovitch, Benjamin Britten, Decca 417 833.2, 7/1968.
- Fierabras D. 796 : « Ouverture », Paul Angerer, Panthéon D 07116, 1983.
- Ständchen D. 920, Doris Soffel, Roland Keller, Marinus Voorberg (de), Acanta 43054, 1977.
- Deutsche Messe D. 872 : « Zum Sanctus », Tölzer Knabenchor, Gerhard Schmidt-Gaden, Acanta 42 409, 1975.
- Deutsche Tänze D. 90 no 1, « Zwischenaktmusik » Opus 26 no 3, Horst Stein, Bamberger Symphoniker, Ariola Eurodisc, 1985.
- Messe en mi bémol majeur (en), D. 950 : « Sanctus », Wolfgang Sawallisch, Helen Donath, Lucia Popp, Brigitte Fassbaender, Peter Schreier, Francisco Araiza, Adolf Dallapozza (en), Dietrich Fischer-Dieskau, Société Pathé Marconi Emi, 1983.
- Valse D. 779 no 18 (en), Alice Ader, Le Chant du Monde 278875, 1986.

## Production
Bertrand Blier se fait une spécialité de sortir les acteurs des poncifs et des rôles récurrents pour lesquels ils ont « leur tête », ce sera vrai pour son film Les Acteurs et c'est le propos même du scénario ici : jouer le contre-emploi. Josiane Balasko a des scènes de sincérité et d'émotion dans l'expression sentimentale, et Carole Bouquet se retrouve aux antipodes de ses rôles classiques de femme fatale qui lui collaient à la peau depuis son rôle de James Bond girl : son personnage est ici effaré de voir sa rivale prendre le pas sur son homme.
Durant le tournage, dans le garage de Bernard (qui est en réalité la concession BMW Station 7 à Marseille), le concessionnaire en place a dû écrire pour le début du film une scène où Gérard Depardieu a une discussion au téléphone avec un client. Blier demandant « du vrai », le texte contient des noms de couleur insolites (comme « bronzite ») que le concessionnaire a choisis avec précision.
Le cinéaste déclare que c'est son seul film sentimental, convenable et « plat ». Claude Sautet en fit l'éloge.

## Distinctions

### Récompenses
- Festival de Cannes 1989 :
  - Grand Prix du Jury
- Césars 1990 :
  - César du meilleur film
  - César du meilleur réalisateur pour Bertrand Blier
  - César du meilleur scénario original ou adaptation pour Bertrand Blier
  - César de la meilleure actrice pour Carole Bouquet
  - César du meilleur montage pour Claudine Merlin

### Nominations
- Festival de Cannes 1989 : compétition officielle
- Césars 1990 :
  - nomination au César du meilleur acteur pour Gérard Depardieu
  - nomination au César de la meilleure actrice pour Josiane Balasko
  - nomination au César du meilleur acteur dans un second rôle pour Roland Blanche
  - nomination au César du meilleur décor pour Théobald Meurisse
  - nomination au César de la meilleure photographie pour Philippe Rousselot
  - nomination au César de la meilleure affiche pour Sylvain Mathieu